# Joana de Navarra
Joana de Navarra, também conhecida como Joana de Évreux (em castelhano:  Juana, em inglês:  Joan; Pamplona, 1370 — Havering-atte-Bower, 9 de julho de 1437) foi uma infanta de Navarra, a mais nova dos filhos do rei Carlos II de Navarra e de Joana de Valois, filha do rei João II da França e de Bona de Luxemburgo. Através de seus casamentos, ela foi duquesa consorte da Bretanha e, posteriormente, rainha consorte de Inglaterra.

## Duquesa da Bretanha
Em 2 de outubro de 1386, aos dezesseis anos de idade, na localidade de Saillé-près-Guérande, Joana se tornou a terceira esposa do duque João V da Bretanha, e a única com quem o duque teve filhos. O casamento produziu com nove filhos:
- Joana (12 de agosto de 1387-7 de dezembro de 1388);
- Isabel (outubro de 1388 - 1388);
- Pedro (24 de dezembro de 1389 - 29 de agosto de 1442), sucedeu ao pai como João VI de Bretanha. Teve descendência;
- Maria, Condessa de Perche (18 de fevereiro de 1391 - 18 de dezembro de 1446), casou-se com o futuro conde João I de Alençon. Teve descendência;
- Margarida, Senhora de Guillac (1392 -13 de abril de 1428), se casou com o visconde Alano IX de Rohan. Teve descendência;
- Artur III da Bretanha (24 de agosto de 1393 - 26 de dezembro de 1458), sucessor do sobrinho. Teve descedência.
- Gil (1394 - 19 de julho de 1402), sem filhos;
- Ricardo, Conde de Étampes (1395 - 2 de junho de 1438), marido de Margarida de Orleães. Teve filhos;
- Branca (1397 - 1418), casou-se com o futuro conde João IV de Armagnac, com quem teve uma filha, Bona.

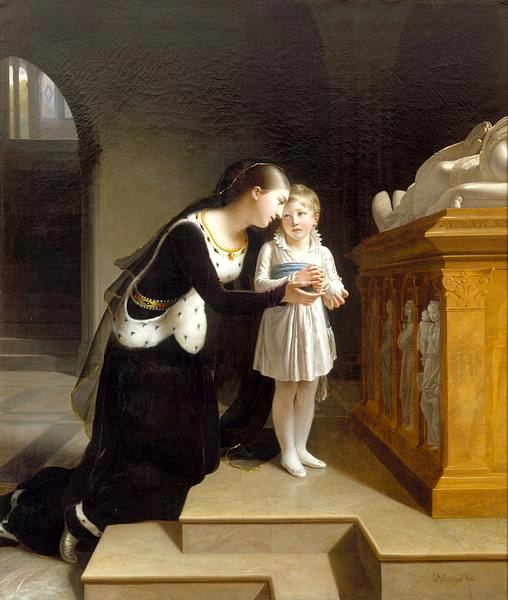
Representação moderna de Joana e seu filho, Artur, pela pintora Henriette Lorimier

João IV morreu em 1 de novembro de 1399, dois anos depois do nascimento da filha mais nova, e o seu filho, João V, herdou o ducado. Como o seu filho ainda era menor, Joana assumiu o papel de sua guardiã e de regente da Bretanha até 1401,  quando este, aos doze anos de idade, foi declarado de maior.

## Segundo casamento

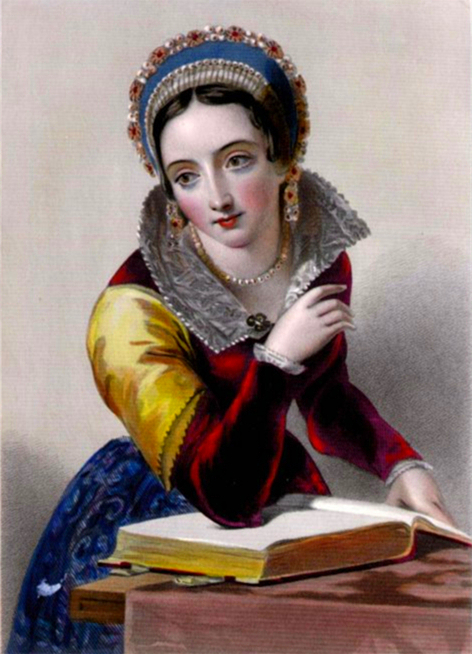
Joana por Mary Howitt, no seu livro Biographical Sketches of the Queens of England, From the Norman Conquest to the Reign of Victoria; or The Royal Book of Beauty.

Em 1399, o futuro Henrique IV de Inglaterra visitou a corte bretã, e ele e Joana chegaram a um acordo quanto ao futuro de ambos assim que João VI atingisse a maioridade. Ela pediu uma dispensa papal para se casar com alguém de sua própria escolha até um quarto grau de consanguinidade, e, em 20 de março de 1402, ela lhe foi dada.
Após um casamento por procuração, Joana e Henrique IV se casaram em pessoa, em 7 de fevereiro de 1403, na Catedral de Winchester. Ela estava com 35 anos, e Henrique, com quase 37, e não tiveram filhos. Apenas dez anos depois, Henrique morreu e ela enviuvou novamente.
Ela tinha um bom relacionamento com seus enteados, ao ponto de ser feita regente por seu enteado Henrique V, quando este partiu para a França para guerrear.
Embora ela tenha se satisfeito com a vitória inglesa, os sentimentos de Joana tenham se perturbado, já que tanto seu irmão Carlos III de Navarra, e um de seus genros, João I de Alençon, pereceram na Batalha de Azincourt, enquanto que seu filho Artur foi capturado, levado para a Torre de Londres e depois para o Castelo de Fotheringay, onde foi preso por muitos anos.
Em 1417, Henrique V estava na França novamente. Seu irmão João de Lencastre, Duque de Bedford, atuando como regente, ordenou a prisão de Joana sob a acusação de praticar feitiçaria contra o rei. Ela foi privada de todas as suas propriedades e mantida em cativeiro no Castelo de Pevensey, até julho de 1422, quando foi libertada e seus bens lhe foram devolvidos. 
Daí em diante, ela viveu em paz e morreu, aos sessenta e sete anos de idade, em sua mansão na vila de Havering-atte-Bower, em Essex.